# Old Yaquina Bay Lighthouse
Der Leuchtturm  Old Yaquina Bay Lighthouse steht an der nördlichen Einfahrt zur Yaquina Bay an der Westküste der USA im Bundesstaat Oregon. Der 1871 erbaute Turm befindet sich am Pazifischen Ozean in der Hafenstadt Newport und markiert an dieser Stelle die Mündung des Yaquina Rivers und die Einfahrt zu den Häfen in Newport und Yaquina City. Der Leuchtturm ist der einzige historische Leuchtturm in Oregon aus Holz, der noch erhalten ist und einer der wenigen, bei denen sich das Leuchtturmwärterhaus im selben Gebäude wie der Turm befindet.

## Geschichte

### 1871–1874
Mit dem Bau des hölzernen Gebäudes wurde 1871 begonnen. Schon im selben Jahr konnte der Turm seinen Betrieb aufnehmen. Für das Licht wurde ein Brenner verwendet, der mit Walöl versorgt wurde. Das Licht hatte eine Reichweite von fast 20 Kilometern. Mit der Zunahme des Schiffsverkehrs entlang der Küste von Oregon beschloss die für die Leuchttürme in den USA zuständige Behörde, das Lighthouse Board, dass ein Leuchtturm direkt an der Küste, auf dem Yaquina Head besser geeignet sein. Der schließlich im Jahr 1873 fertiggestellte Leuchtturm Yaquina Head Lighthouse, der etwa fünf Kilometer nördlich steht, machte schon nach drei Jahren den Betrieb des Yaquina Bay Lighthouses überflüssig. Nach einer kurzen Übergangszeit, in der beide Türme aktiv waren, wurde er im Jahre 1874 außer Betrieb gestellt. Nach der Außerbetriebnahme konnten die Fresnel-Linsen in dem 1875 eröffneten Leuchtturm auf der Insel Yerba Buena Island in der Bucht von San Francisco eingebaut und weiter verwendet werden.

### 1875–1996
Nach etwa 15 Jahren Leerstand benutzten die United States Army Corps of Engineers zwischen 1888 und 1896 das Gebäude als Unterkunft, während sie die Landungsbrücken nördlich und südlich der Buchteinfahrt bauten. In den Jahren 1906 bis 1913 wurde der Turm als Aussichtspunkt und das Gebäude als Unterkunft vom United States Life-Saving Service und der United States Coast Guard verwendet. Im Jahre 1934 kaufte die Oregon State Highway Division das Gelände rund um den Turm für einen State Park. Nach weiteren Jahren des Leerstands sollte das Gebäude, das sich in sehr schlechtem baulichen Zustand befand, 1946 abgerissen werden. Daraufhin formierte sich die Lincoln County Historical Society, um den Leuchtturm zusammen mit der Oregon Historical Society zu erhalten. Mit der Hilfe von L. E. Warford, einem Industriellen aus Ohio, wurde das Gebäude zum Teil restauriert. Aufgrund dieser Bemühungen wurde es schließlich offiziell als eine historisch wertvolle Stätte anerkannt und konnte so vor dem Abriss bewahrt werden. Die Eintragung in das Nationalregister für erhaltenswerte Kulturdenkmäler (National Register of Historic Places) erfolgte 1970. Bis etwa 1974 wurde das Gebäude als Bezirksmuseum genutzt. Zu dieser Zeit waren die Fenster durch Verschläge dauerhaft geschlossen, um die innere Struktur des Gebäudes zu schützen. Nachdem das Museum geschlossen war, konnte eine komplette Renovierung des Gebäudes durchgeführt werden.

### Seit 1996
Seit dem 7. Dezember 1996, nach 122 Jahren Pause ist der Turm wieder offiziell als Seezeichen, ausgestattet mit moderner Optik und vollständig automatisiert, in Betrieb. Die Optik war eine Spende des Leuchtturm-Historikers James A. Gibbs, der in seinen Büchern die Geschichte vieler Leuchttürme an der Pazifikküste beschrieben hat. Der Turm operiert heute als offiziell von der United States Coast Guard anerkannte private Hilfe zur Navigation. Mit seinem dauerhaft brennenden weißen Licht hat er jetzt eine Reichweite von etwa neun Kilometern.

## Trivia
In der Kurzgeschichte Der Geisterleuchtturm (The Haunted Lighthouse) von Lischen M. Miller aus dem Jahr 1899 spielt der zu dieser Zeit leer stehende Leuchtturm beim mysteriösen Verschwinden des jungen Mädchens Muriel Trevenard eine tragische Rolle. Auch in dem Buch Lighthouses of the Pacific von James A. Gibbs werden mysteriöse Umstände im Zusammenhang mit dem Leuchtturm beschrieben.

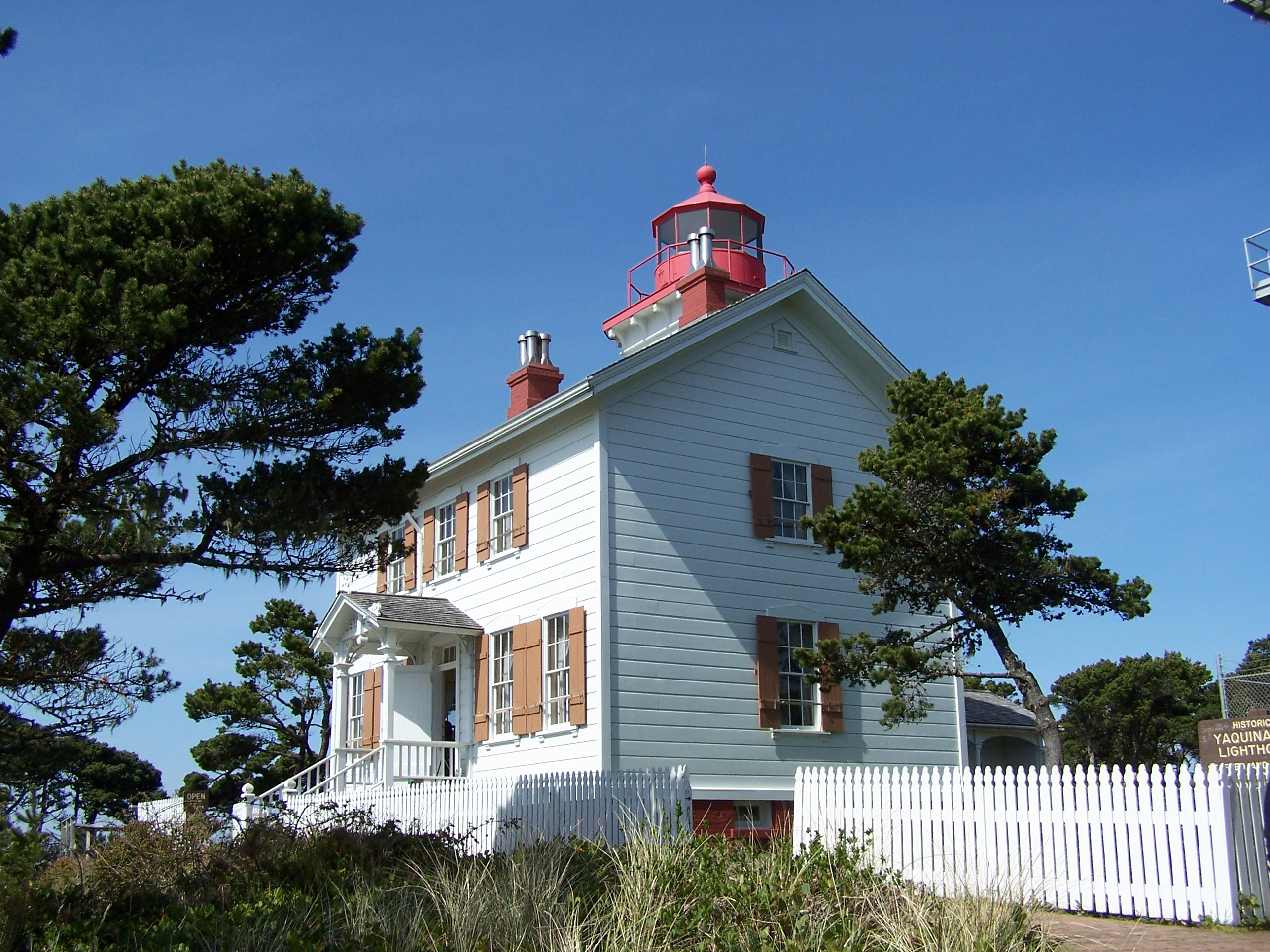
Yaquina Bay Lighthouse im April 2009

## Nutzung
Der Besuch des Yaquina Bay State Parks, der vom Oregon Parks and Recreation Department unterhalten wird und in dem sich der Turm befindet, ist kostenfrei. Parkplätze, Picknickplätze, Kinderspielplätze und Toiletten sind vorhanden. Im State Park sind einige Wanderwege und Aussichtspunkte angelegt, vom Park gibt es Wege direkt an den Strand. Das Gebäude dient jetzt als Souvenirladen, einige Räume sind original rekonstruiert. Mit etwa 350 Besuchern pro Tag ist das Yaquina Bay Lighthouse eine wichtige touristische Attraktion in Newport und am Rand des U.S. Highway 101.
Yaquina Head Lighthouse, der andere aktive Leuchtturm in der Region um Newport, steht auf der Halbinsel Yaquina Head etwa 5 Kilometer nördlich und kann ebenfalls besichtigt werden.